# Oliveira de Fátima
Oliveira de Fátima è un comune del Brasile nello Stato del Tocantins, parte della mesoregione Ocidental do Tocantins e della microregione del Rio Formoso.